# Sickle Moon
Der Sickle Moon (sickle englisch für „Sichel“, moon englisch für „Mond“; auch Bharanzar) ist der höchste Berg im Kishtwar-Himalaya, einer Gebirgsregion im Westhimalaya zwischen den indischen Unionsterritorien Jammu und Kashmir und Ladakh.
Der 6574 m hohe vergletscherte Berg befindet sich im Kishtwar-Nationalpark an der Grenze der beiden Distrikte Kargil und Kishtwar. Der Sickle Moon liegt im Einzugsgebiet des rechten Chanab-Nebenflusses Marau. Die Distrikthauptstadt Kishtwar liegt 46 km südwestlich des Sickle Moon.
Den Dominanz-Bezugspunkt des Sickle Moon bildet der 43 km weiter nördlich gelegene Nun (7135 m).
Der Sickle Moon wurde am 5. September 1975 durch Havildar Major Tsering Norbu und Naik Nim Dorje, Mitglieder einer indischen Hochgebirgseinheit, erstbestiegen.